# To Kill a Tiger
To Kill a Tiger ist ein kanadischer Dokumentarfilm von Nisha Pahuja aus dem Jahr 2023. Der Film wurde unter anderem 2024 für den Oscar für den besten Dokumentarfilm nominiert.

## Handlung
Kiran, eine Dreizehnjährige in einem indischen Dorf in Jharkhand, wurde im Frühjahr 2017 von drei Männern nach einem Familienfest vergewaltigt. Anstatt dem Druck der Mitbürger zu folgen und die „Ehre des Mädchens wieder herzustellen“ und sie mit einem der Vergewaltiger zu verheiraten, entscheiden die Eltern den Rechtsweg einzuschlagen. Der Film zeigt den langen Weg des Vaters Ranjit, eines Reisbauern, die Vergewaltiger zur Verantwortung ziehen zu lassen. Die Täter wurden schließlich in einer wegweisenden Entscheidung 2018 zu jeweils 25 Jahren verurteilt. In der letzten Szene erzählt Ranjit, die Leute hätten ihn gewarnt, er könne keinen Tiger alleine töten. Nun habe er ihn getötet.

## Hintergrund
Der Name Kirans wurde geändert, um die Anonymität des Opfers zu schützen. Ihr Gesicht ist zwar zu sehen, aber nur weil sie nach Erreichung der Volljährigkeit ihr Einverständnis erklärt hatte.

## Rezeption
To Kill a Tiger sei ein schweres, aber notwendiges Werk über das Rechtschinesisch und kulturelle Vorurteile um sexuelle Gewalt im ländlichen Indien, so Siddhant Adlakha für Variety. Der Film sei ein deutliches und riskantes Beispiel der Lebendigkeit des modernen nichtfiktionalen Films in Indien. Der Film schließe dabei die erzählerischen Lücken der indischen Mainstream-Fiktion, wobei die Bildsprache des traditionellen Dramas angenommen, und zum Teil weiterentwickelt werde.
Devika Girish urteilte für die New York Times, dass Kiran und ihre Eltern Helden seien, aber der Film erzähle keine einfache Heldengeschichte. Der Film lege die schweren und unzureichenden Wege für Überlebende zur Gerechtigkeit offen. „To Kill a Tiger“ biete keine einfachen Antworten. Aber, indem der Film nah am Vater bleibe, der es ablehne, dass seine Tochter den Kopf beugt, und an dem Mädchen, das mit Hoffnung und funkenschlagender Selbstsicherheit spreche, sei eine Sache klar: Die Revolution beginne zuhause.